# I-RAM

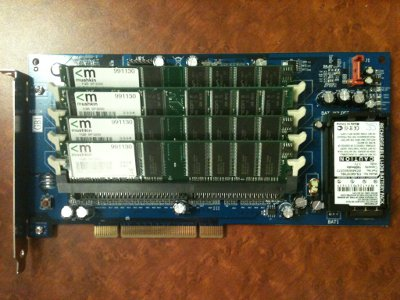
i-RAM Version 1.3 PCI-Card (4 x 1GB DIMM 장착)

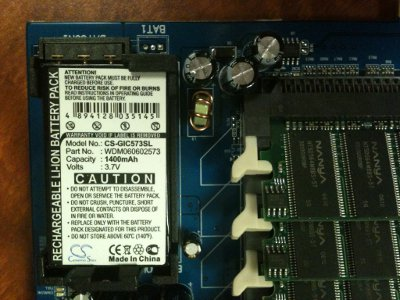
i-RAM Version 1.3 백업 배터리

i-RAM은 기가바이트에서 2005년 6월 25일에 발매된 솔리드 스테이트 드라이브의 일종으로 PC용 DDR 램을 이용하여 데이터를 저장한다.
SATA포트를 사용하며 하드디스크와 똑같이 사용할 수 있다. 최고 초당 150MB의 읽기/쓰기 속도를 내며, 액세스 타임은 최소 0.1ms의 속도를 낸다.

## 장점
- 매우 빠른 속도와 액세스 타임
- 소음이 전혀 없음
- OS를 설치할 경우 매우 빠른 부팅속도
- 플래시 메모리에 비해 무한에 가까운 수명

## 단점
- 하드 디스크와 비교해 비싼 가격
- 하드 디스크와 비교해 작은 용량(최대 4GB)
- 용량에 비해 큰 전력소모[2][3][4]
- SATA 대역폭의 한계로 인한 병목현상
- RAM의 특성상 대기전원이 16시간 동안 끊기면 모든 데이터가 사라짐
- 대기전원의 전력소모가 높아짐

## 같이 보기
- 램 디스크
- 조용한 PC
- 솔리드 스테이트 디스크